# Pardosa wasatchensis
Pardosa wasatchensis là một loài nhện trong họ Lycosidae.
Loài này thuộc chi Pardosa. Pardosa wasatchensis được Willis J. Gertsch miêu tả năm 1933.